# Cameroceras
Cameroceras es un género extinto de cefalópodos nautiloideos de la superfamilia Endoceratoidea que vivió durante el Ordovícico.

## Características
Basándose en un ejemplar fósil incompleto, se ha estimado que la concha de un Cameroceras pudo alcanzar los seis metros de largo, aunque en una estimación anterior se le habían llegado a suponer cerca de nueve. Independientemente del grado de precisión de estas estimaciones, este enorme cefalópodo fue uno de los mayores animales que vivieron en el Paleozoico, si no el mayor. Al juzgar por su gran tamaño, debió haber sido un superdepredador que vivía en aguas profundas (posiblemente habría sido incapaz de maniobrar en aguas someras), y probablemente se alimentaba de euriptéridos tales como Megalograptus, grandes trilobites, y cefalópodos menores. En el documental "Chased by Sea Monsters" se sugirió, de manera especulativa, que aun teniendo grandes ojos estos serían más bien débiles y navegaría a ciegas, como su pariente vivo más cercano, el Nautilus.

## Taxonomía
«Cameroceras» se ha vuelto un término muy ampliamente usado, como «taxón cajón de sastre», para cualquier gran endocérido con concha ortocónica, como Endoceras, Vaginoceras, Meniscoceras e incluso algunas especies del propio género Cameroceras. Aunque Cameroceras trentonense fue descrito inicialmente por Conrad para esta especie en 1842 desde entonces el término genérico ha tenido una definición variable. Hall, quien nombró y describió a Endoceras en 1847, reconoció a Cameroceras trentonense a nivel de especie, pero usó a Endoceras para otras especies de grandes endocéridos de la Caliza Trenton en el oeste del estado de Nueva York. 
«Cameroceras» y «Endoceras» podrían corresponder incluso a distintas etapas de crecimiento de las mismas especies. Aunque Cameroceras tiene precedencia si se refiere a la especie tipo, su vaga definición permitiría que igualmente sean Endoceras u otros géneros mejor descritos el género a elegir.

## En la cultura popular
Fue representado en el segmento del Ordovícico de la serie de la BBC Sea Monsters (derivada de la exitosa serie Walking with Dinosaurs) como el principal depredador, y también tuvo una breve aparición en la serie Walking with Monsters, flotando en el agua. En los libros producidos de Walking with Dinosaurs, su nombre es escrito erróneamente como "Cameraceras". El 'nautiloide de concha recta' de la serie Animal Armageddon también parece estar basado en este molusco.